# Brüssow
Brüssow ([ˈbrʏso]) è una città di 1 835 abitanti del Brandeburgo, in Germania.
Appartiene al circondario dell'Uckermark ed è parte dell'Amt Brüssow (Uckermark).

## Storia
Il 31 dicembre 2001 vennero aggregati alla città di Brüssow i comuni di Bagemühl, Grünberg, Woddow e Wollschow.

### Simboli
Stemma
Boden eine silberne Burg mit 3 spitzbedachten und goldbegrenzten Türmen; im 
Torbogen eine rote Steigleiter.»
Bandiera
(Rot und Weiß) gespalten, in der Mitte belegt mit dem Stadtwappen.»

## Geografia antropica
La città di Brüssow è suddivisa nelle frazioni (Ortsteil) di Bagemühl, Brüssow, Grünberg, Woddow e Wollschow.

## Amministrazione

### Gemellaggi
Brüssow è gemellata con:
- Salzkotten, dal 1993
- Seefeld in Tirol
- Bystřice pod Hostýnem
- Belleville